# Gratinování

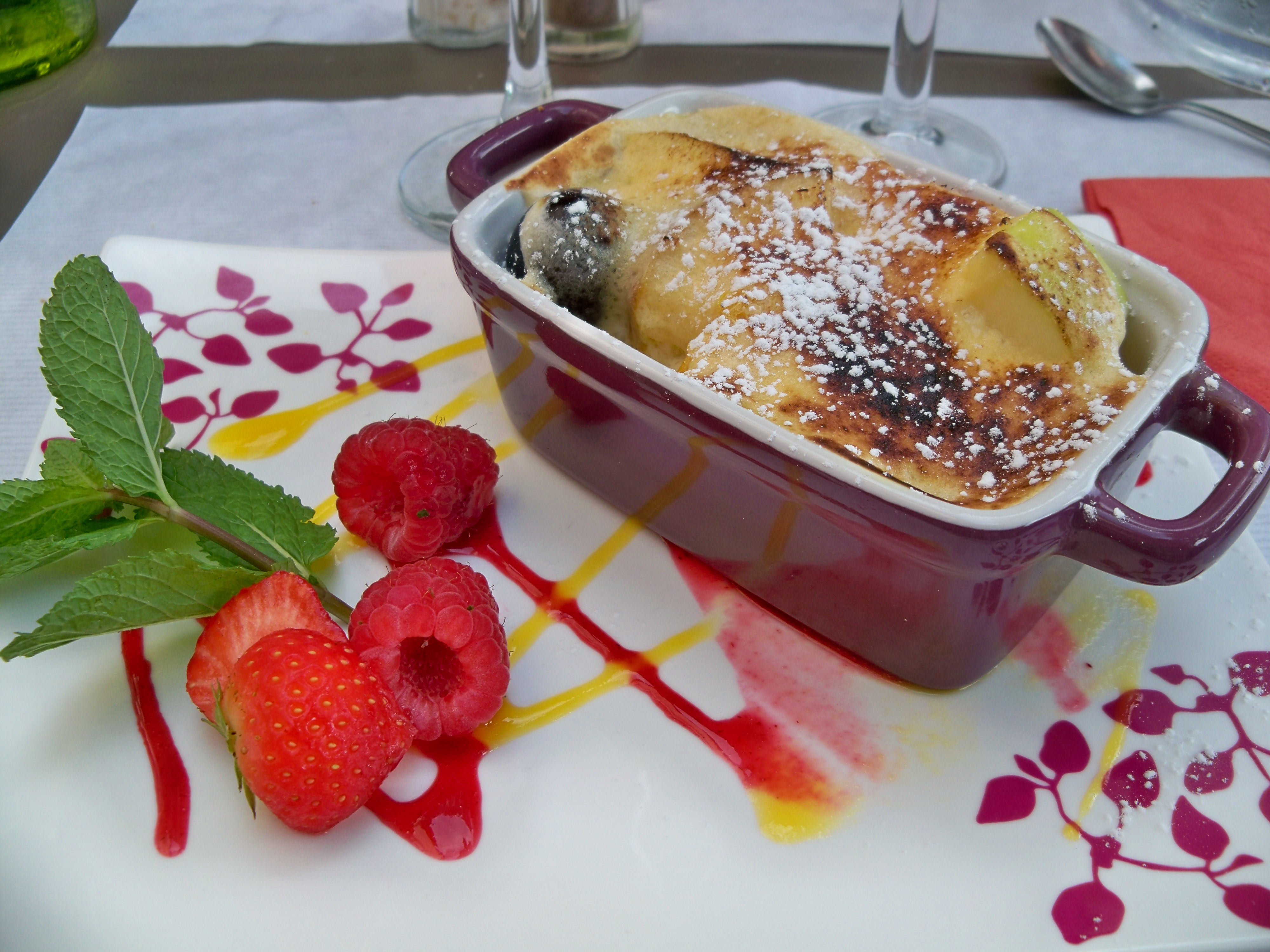
Gratinované ovoce

Výraz gratinování je převzat z francouzštiny a znamená zapékání. Při gratinování vzniká krusta, podpořená často použitím strouhaného sýra, strouhanky ap. Slovo je odvozeno od seškrabávání (fr. gratter) právě této připečené kůrky.
Gratinované pokrmy jsou velice oblíbené především u tzv. minutek (jídla na objednávku). Gratinujeme pokrmy z brambor, různých druhů těstovin a podobně. Zapékáme většinou sýrem nebo bešamelem.